# Tetragnatha cambridgei
Tetragnatha cambridgei är en spindelart som beskrevs av Roewer 1942. Tetragnatha cambridgei ingår i släktet sträckkäkspindlar, och familjen käkspindlar. Inga underarter finns listade i Catalogue of Life.